# Mariä Geburt (Lubowitz)

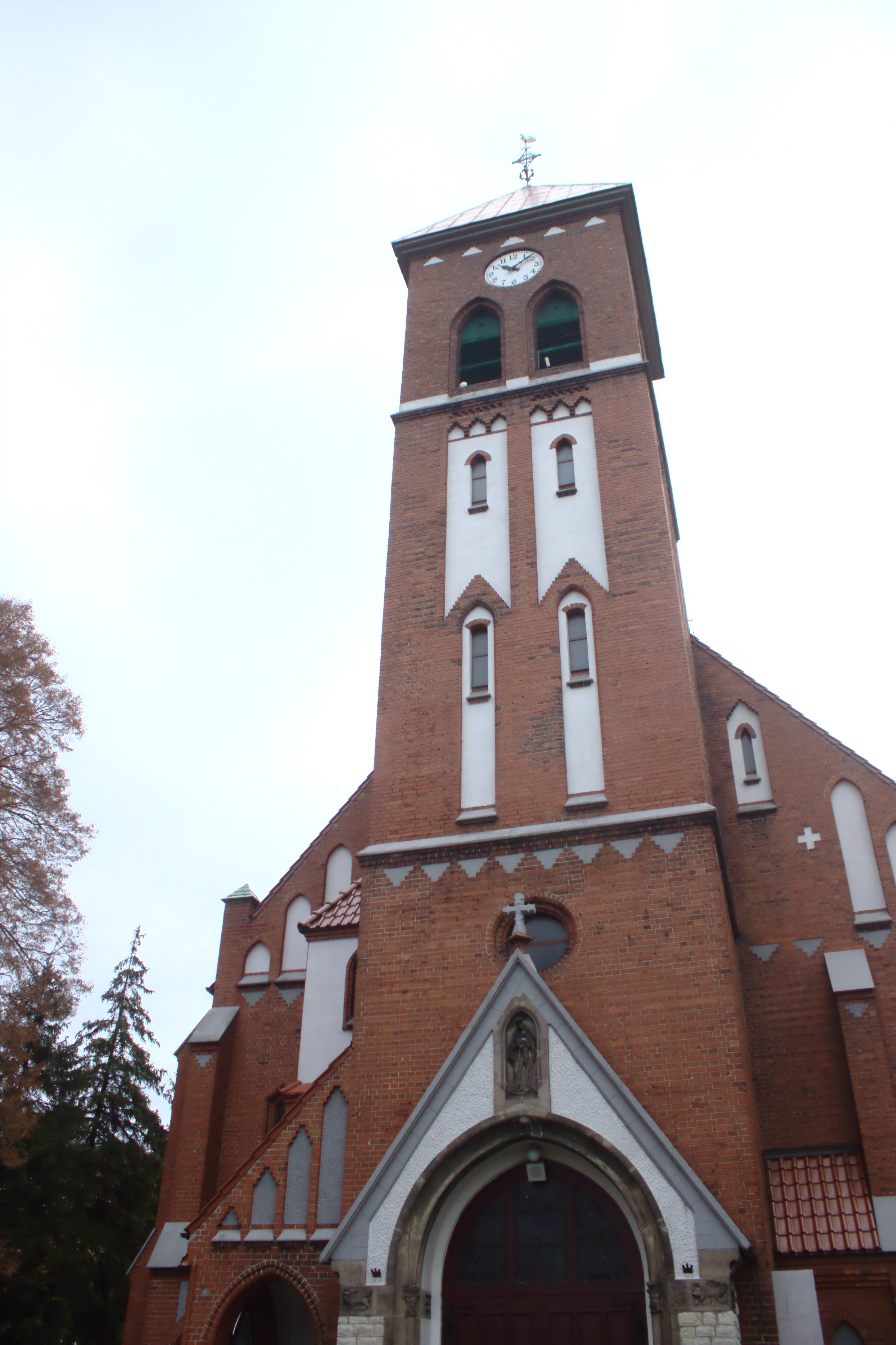
Kirchturm

Die Pfarrkirche Mariä Geburt in Lubowitz (polnisch Parafia Narodzenia Najświętszej Maryi Panny w Łubowicach) ist die römisch-katholische Pfarrkirche für die Ortschaften Lubowitz, Grzegorzowice (Gregorsdorf), Brzeźnica (Bresnitz) und Ligota Książęca (Herzoglich Ellguth).

## Geschichte
Die Existenz der Pfarrgemeinde und der Ortschaften, die sie gliedern, wurde im Jahr 1376 beurkundet. In einem Register des Peterspfennigs aus dem Jahr 1447 wurde die Pfarrgemeinde zum Archipresbyterat von Ratibor gezählt. Die heutige Pfarrkirche wurde 1906–1907 im neogotischen Stil erbaut. Sie entstand ungefähr 150 Meter von der alten Holzkirche entfernt. Bei der Weihe der neuen Kirche war der Breslauer Bischof Kardinal Georg von Popp anwesend. Aus der Lubowitzer Pfarrgemeinde wurde im Jahr 1890 die Pfarrgemeinde Herzoglich Zawada ausgegliedert.
Koordinaten: 50° 9′ 38,3″ N, 18° 13′ 49,5″ O